# Schraubenziege
Die Schraubenziege (Capra falconeri) ist eine wilde Ziege Zentralasiens. Im Englischen und manchmal auch im Deutschen wird sie als Markhor bezeichnet, von persisch مارخوار Mārchār, DMG Mārḫwār, ‚Schlangenfresser‘, auch persisch مارخور Mārchor, DMG Mārḫor.

## Merkmale
Schraubenziegen haben den gleichen stämmigen Körperbau wie alle Ziegen, ihre Gliedmaßen sind kurz und kräftig, die Hufe breit. Die Tiere der Art erreichen Kopf-Rumpf-Längen von 130 bis 190 cm sowie Schwanzlängen von 8 bis 20 cm. Die Schulterhöhe beträgt 65 bis 115 cm, das Gewicht bei Männchen (Böcken) 80 bis 110, bei Weibchen (Geißen) 32 bis 50 Kilogramm. Damit zählen sie zu den größten Vertretern der Ziegen.
Die Farbe des Fells ist hauptsächlich ein rötliches Grau, das im Sommer kräftiger als im Winter ist. Böcke haben außerdem einen sehr großen schwarzen Ziegenbart, eine dunkle Mähne, die vom Hals bis zur Brust reicht, sowie dicht behaarte Beine. Allgemein ist das Fell im Sommer viel kürzer als im Winter. Besonders auffällig sind die Hörner, die dicht beieinander stehen, dann aber V-förmig auseinandergehen. Sie sind sehr breit und spiralig gewunden. Beim Bock erreichen sie eine maximale Länge von 160 Zentimetern, bei der Geiß bleiben sie mit 25 Zentimetern sehr viel kürzer.

## Verbreitung und Lebensraum

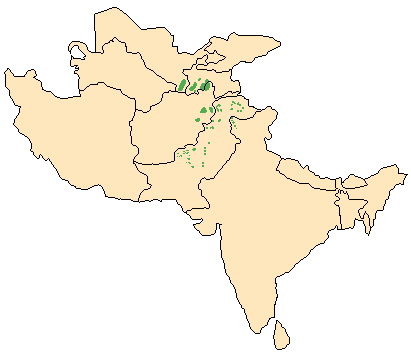
Verbreitung

Schraubenziegen sind in Zentralasien beheimatet, ihr Verbreitungsgebiet umfasst das östliche Afghanistan, den Norden Indiens (Unionsterritorium Jammu und Kashmir), Pakistan sowie Turkmenistan und die südlichen Teile Tadschikistans und Usbekistans. Ihr Verbreitungsgebiet ist zersplittert.
Sie bewohnen sowohl Gebirgsregionen bis in 3600 Metern Seehöhe als auch Steppen- und Wüstengebiete. Sie halten sich aber in der Regel höchstens knapp oberhalb der Baumgrenze auf und wandern im Winter meist in tiefer liegende Gebiete ab. Sie leben typischerweise in Buschwäldern, bestehend aus Steineichen (Quercus ilex), Chilgoza-Kiefern (Pinus gerardiana) und Persischem Wacholder (Juniperus macropoda). Wenn Schnee liegt, ernähren sie sich von den immergrünen Blättern der Steineichen. Oft klettern die jüngeren und leichteren Tiere dazu in die Bäume.
Das Verbreitungsgebiet der Schraubenziege überschneidet sich teilweise mit dem des verwandten Sibirischen Steinbocks. Dieser bevorzugt jedoch höher gelegene Gebiete.

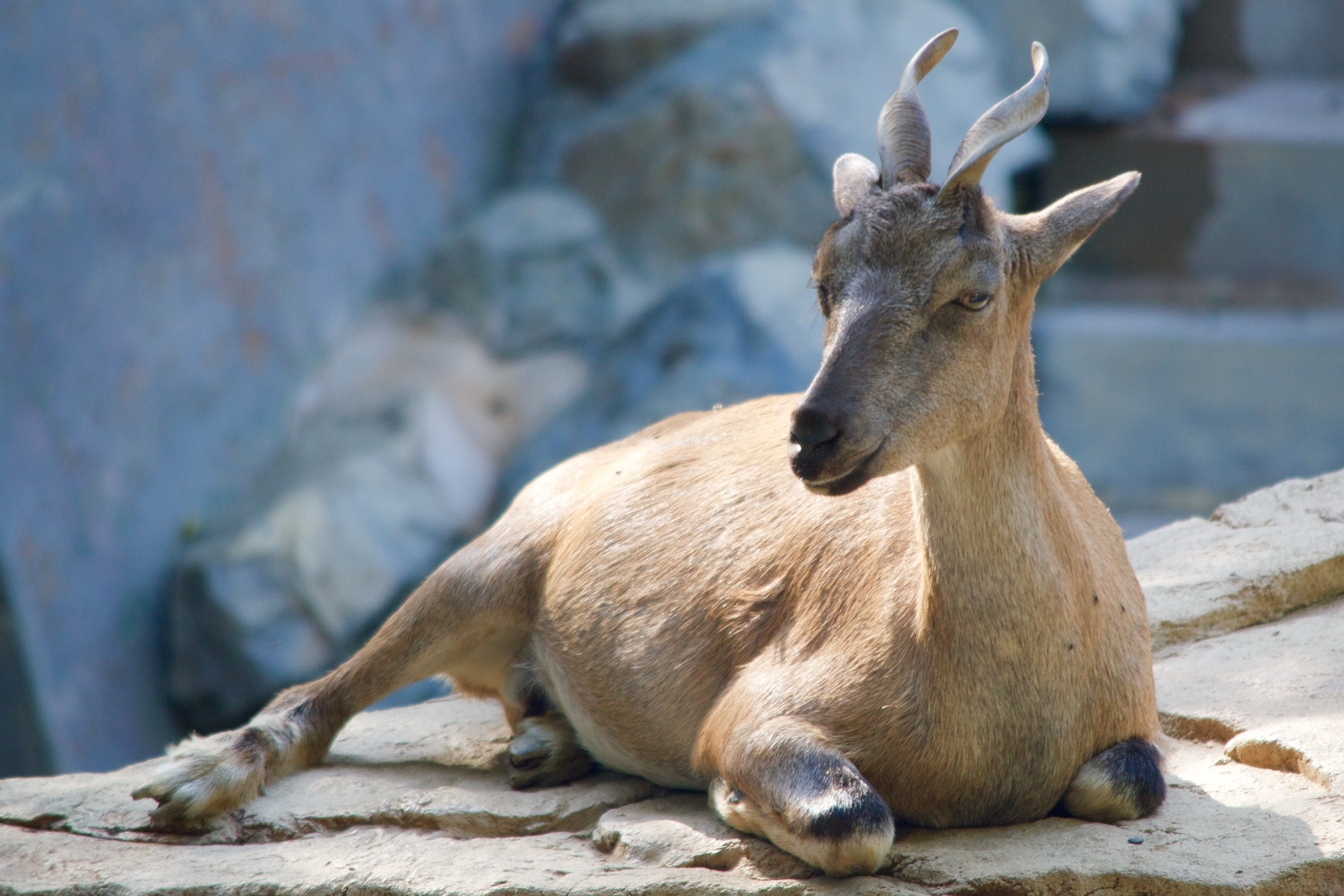
Weibchen

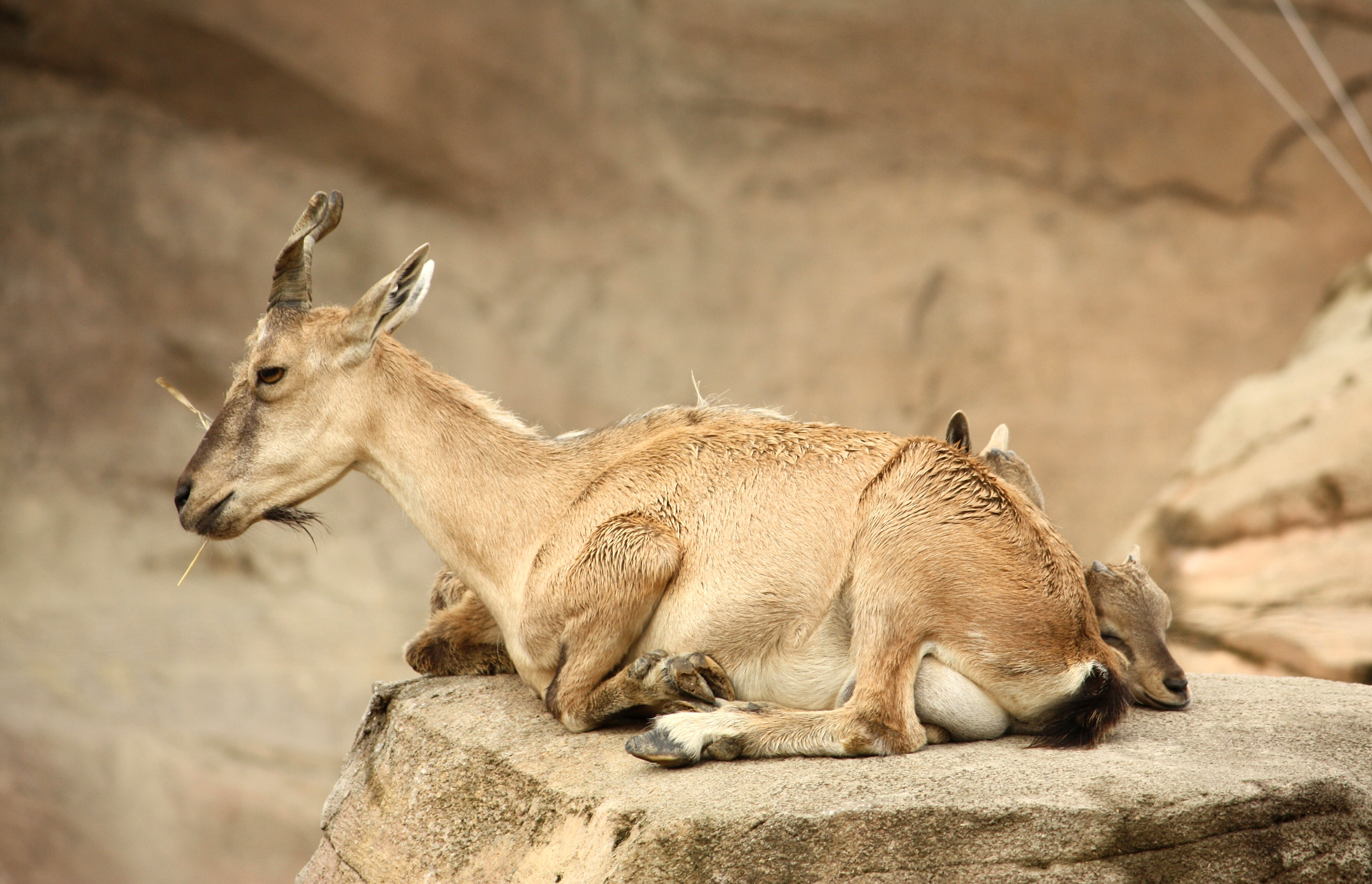
Weibchen mit Jungtier im Columbus Zoo and Aquarium

## Lebensweise
Schraubenziegen sind vorwiegend in der Morgen- und Abenddämmerung aktiv. Ihre Nahrung besteht aus Gräsern und Blättern, bei der Nahrungsaufnahme richten sie sich gelegentlich auf die Hinterbeine auf. Weibchen und Jungtiere leben in kleinen Herden von etwa neun Tieren, obwohl selten auch große Ansammlungen von bis zu hundert Ziegen gesehen werden. Die Böcke sind Einzelgänger, die sich nur zur Paarungszeit den Herden anschließen. Sie sind dann gegenüber Geschlechtsgenossen äußerst aggressiv und versuchen, durch Kämpfe die Führung einer Herde zu gewinnen.
Die Paarung erfolgt im Herbst und Winter; nach einer 135- bis 170-tägigen Tragzeit bringt das Weibchen meist zwischen April und Juni ein bis zwei Jungtiere zur Welt. Diese werden mit 5 bis 6 Monaten entwöhnt, bleiben aber noch bis zur nächsten Paarungssaison bei der Mutter. Mit 18 bis 30 Monaten werden sie geschlechtsreif.

## Systematik und Benennung
Die Schraubenziege gehört innerhalb der Hornträger zur Gattung der Ziegen (Capra), die außerdem noch Wildziegen und Steinböcke umfasst. Es werden drei Unterarten unterschieden:
- Die Astor-Schraubenziege (Capra falconeri falconeri) in Indien, Nordpakistan und Nord-Afghanistan,
- die Kabul-Schraubenziege (C. f. megaceros) im Osten Afghanistans, Zentralpakistan und Südpakistan,
- die Buchara-Schraubenziege (C. f. heptneri) in Turkmenistan und Tadschikistan, diese Unterart ist akut vom Aussterben bedroht.
- Manchmal wird eine vierte Unterart, C. f. jerdoni genannt, diese ist höchstwahrscheinlich mit megaceros identisch.

Der Name „Markhor“ stammt aus dem Persischen und bedeutet „Schlangenfresser“. Allerdings sind Schraubenziegen wie alle Ziegen Pflanzenfresser, und die Etymologie dieses Namens ist weitgehend rätselhaft. Interpretationen deuten ihn als „Schlangentöter“ oder spielen auf die spiralig gewundenen Hörner an. Das Artepitheton falconeri ehrt den schottischen Paläontologen und Botaniker Hugh Falconer.

## Schraubenziegen und Menschen
Die Schraubenziege ist das Nationaltier Pakistans.
Die IUCN stuft die Schraubenziege seit 2014 nicht mehr als stark gefährdet (endangered), sondern nur noch als potenziell gefährdet (near threatened) ein, nachdem die Gesamtzahl der Exemplare wieder auf über 5700 im gesamten Verbreitungsgebiet angewachsen ist. In Afghanistan existieren keine Schutzgebiete für diese Wildziegen. Traditionell werden sie wegen ihres Fleisches gejagt. Auch Trophäenjäger stellen den Tieren nach. Die Hörner spielen zudem eine Rolle in der traditionellen chinesischen Medizin. Lebensraumzerstörungen und Konkurrenz mit Weidevieh stellen ebenfalls eine Bedrohung dar. Die Gesamtpopulation wird auf 9,700 Individuen geschätzt, davon rund 5800 ausgewachsenen Tiere. Ein Großteil davon, rund 5000 Tiere, entfällt auf die Unterart C. f. falconeri, der Bestand von C. f. heptneri wird mit mehr als 1680 Individuen angegeben, der von C. f. megaceros mit etwas mehr als 3000. In Pakistan sind die Bestände stark zersplittet. Im Chitral-Gol-Nationalpark, wo Schutzmaßnahmen griffen, beläuft sich die Anzahl auf vermutlich etwa 1360 Tiere der Unterart C. f. falconeri. Weitere Bestände kommen im Zentral-Karakorum-Nationalpark vor. In Indien leben vermutlich 300 bis 375 Tiere, der Lebensraum dort ist von 300 km² in den 1940er Jahren auf 120 km² zu Beginn der 2000er Jahre geschrumpft.
1997 wurde ein Europäisches Erhaltungszuchtprogramm für die Schraubenziege gestartet. Die Tiere werden in Deutschland in den Zoos von Augsburg, Berlin, München und Stuttgart gehalten. Auch im International Wildlife Conservation Park in der Bronx in New York lebt eine Herde von Markhoren.